# Apomecyna parumguttata
Apomecyna parumguttata là một loài bọ cánh cứng trong họ Cerambycidae.